# Oskar Stürzinger

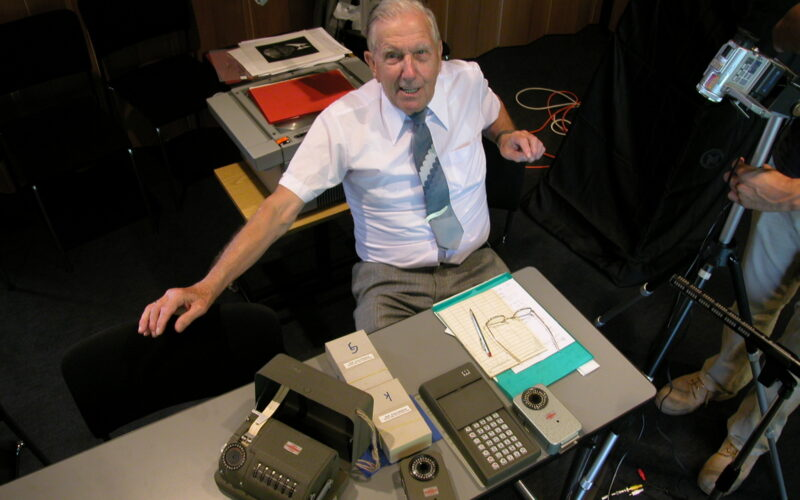
Oskar Stürzinger präsentiert Maschinen der Firma Crypto AG anlässlich einer Veranstaltung bei Zürich im Jahr 2002

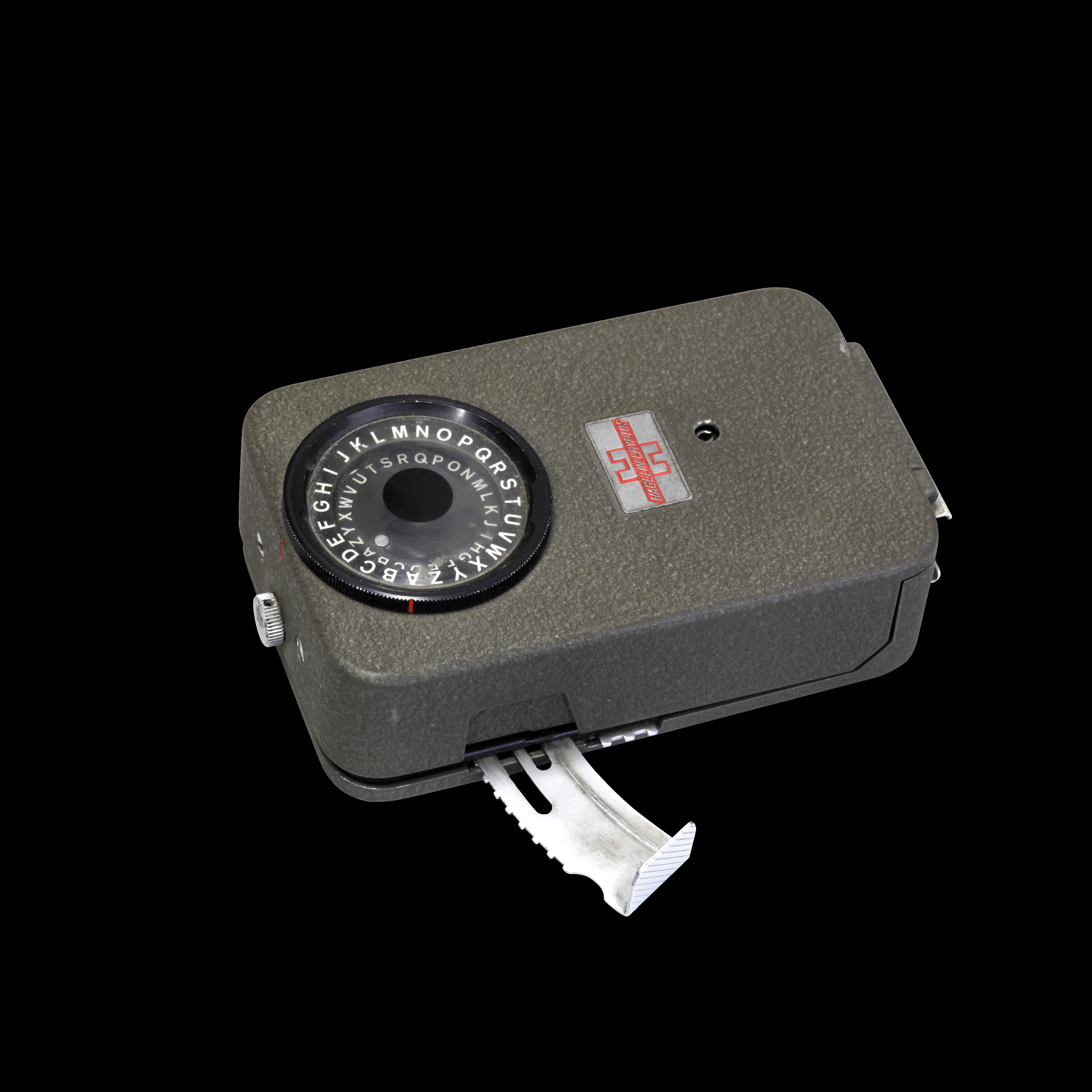
Das Taschenchiffriergerät CD-57 der Firma Crypto AG, eine Entwicklung des Firmengründers Boris Hagelin. Massgeblich mitbeteiligt war Oskar Stürzinger.

Oskar Stürzinger (* 5. Dezember 1920 in Winterthur; † 23. Juli 2011 in Monte Carlo) war ein Schweizer Maschineningenieur und Spezialist für Kryptografie. Er war der erste Schweizer Ingenieur, den der schwedische Kryptogeräte-Hersteller Boris Hagelin für seine Firma Crypto AG in der Schweiz anstellte und gehörte zu dessen engstem Kreis. Stürzinger war im Bild über die enge Zusammenarbeit der Firma Crypto AG mit der NSA.

## Leben
Oskar Stürzinger erlebte Jugend und Kindheit in der Industriestadt Winterthur in der Nähe von Zürich. Zwischen 1940 und 1945 studierte er Maschinenbau an der ETH Zürich. Nach seinem Studienabschluss arbeitete er zunächst für die Firma Dr. Edgar Gretener im Bereich Kryptografie. Er beschäftigte sich dort unter anderem mit der Entwicklung des Teleprinters ETK-47 und der neuen Chiffriermaschine TKG 35. Dort lernte er auch den schwedischen Ingenieur und Fabrikanten Boris Hagelin kennen. Hagelin kam Anfang der 1950er-Jahre in die Schweiz, um hier kryptografische Geräte zu entwickeln und zu verkaufen. Er arbeitete zunächst mit dem Schweizer Ingenieur Edgar Gretener zusammen, trennte sich aber nach Meinungsverschiedenheiten von ihm und gründete eine eigene Firma, die Crypto AG in Zug.

## Werk
Oskar Stürzinger war Chefingenieur der Firma Crypto AG und massgeblich bei den kryptografischen und technischen Entwicklungen der Firma Crypto AG beteiligt. Er konnte die Ideen des Firmengründers Boris Hagelin in Produkte umsetzen. Seine Stärke lag in der Mechanik. Die europäische Patentdatenbank listet zahlreiche Patente aus den 1960er- und 1970er-Jahren in seinem Namen.

Bereits Ende der 1960er-Jahre wurde klar, dass die Zukunft der Chiffriergeräte in der Elektronik, namentlich in der Schieberegister-Technik lag. Mit dieser Technologie war er nicht vertraut. Boris Hagelin verkaufte die Firma Crypto AG im Jahr 1970 an den BND und die CIA. 1979 wurde er frühpensioniert und verlegte seinen Wohnsitz nach Monte Carlo. Mit seinem ehemaligen Arbeitgeber pflegte er aber weiterhin regelmässig Kontakte und tauchte oft am Firmensitz in Steinhausen bei Zug auf.
«Siegfried» verbleibt nach der Übernahme der Firma durch die Nachrichtendienste für einige Jahre als «Direktor zur besonderen Verfügung» auf der Lohnliste, die CIA will ihn lieber innerhalb in der Firma haben als ausserhalb. Einen eigentlichen Aufgabenbereich hat «Siegfried» nicht mehr. 1979 lässt ihn der BND frühpensionieren. «Siegfried» zieht mit einer fürstlichen Abfindung nach Monte Carlo. Mehrmals jährlich kehrt er in die Schweiz zurück, besucht die Fabrik in Steinhausen und hält die Geschäftsführer über die Frühzeit der Firma auf dem Laufenden.

## Kooperation mit Geheimdiensten
Die Crypto AG wurde vollumfänglich vom CIA und dem BND kontrolliert, wie 2020 bekannt wurde. Schon in den 1950er-Jahren produzierte die Firma Crypto AG bewusst Geräte mit schwacher Verschlüsselung, nur Verbündete der USA erhielten starke Maschinen. Oskar Stürzinger wusste von dieser Verbindung, als Chefingenieur wusste er auch um die Produktion von Maschinen mit unterschiedlicher Verschlüsselungsstärke. Die Geheimdienstoperation trug bei der CIA den Tarnnamen Minerva, beim BND hiess sie Operation Rubikon. Sie gilt als eine der erfolgreichsten Geheimdienstoperationen des Westens nach dem Zweiten Weltkrieg. Stürzinger wird in den Berichten von CIA und BND mit dem Tarnnamen Siegfried geführt.
Ob Stürzinger in den Verkauf der Firma 1970 an den BND und die CIA eingeweiht war, ist unklar. In einem Interview im Jahr 2008 erinnerte er sich, dass die Firma in den späten 1960er-Jahren vermehrt Besuch von US-amerikanischen Vertretern erhielt, die sich als Mitarbeiter einer Firma Intercom Associates ausgaben. Stürzinger schöpfte Verdacht, weil er von gewissen Sitzungen mit ihnen ausgeschlossen wurde. Das war für ihn als engster Vertrauter von Boris Hagelin unverständlich. Gemäss Zeitzeuge war er mindestens bei einem Teil der Verkaufsverhandlungen mit am Tisch.
Oskar Stürzinger hat sich zeitlebens nie direkt zu seinem Verdacht geäussert.